# Estación de Wiesendangen
La estación de Wiesendangen es una estación ferroviaria de la comuna suiza de Wiesendangen, en el Cantón de Zúrich.

## Historia y situación
La estación de Wiesendangen fue abierta en el año 1855 con la apertura al tráfico ferroviario de la línea que unía a Winterthur con Romanshorn, del Schweizerische Nordostbahn (NOB), y en 1902 se integró en los SBB-CFF-FFS.
La estación se encuentra ubicada en las afueras del noroeste del núcleo urbano de Wiesendangen. Consta de un andén central al que acceden dos vías pasantes.
La estación está situada en términos ferroviarios en la línea férrea Winterthur - Romanshorn. Sus dependencias ferroviarias colaterales son la estación de Oberwinterthur hacia Winterthur y la estación de Rickenbach-Attikon en dirección Romanshorn.

## Servicios ferroviarios
Los servicios son prestados por SBB-CFF-FFS:

### S-Bahn Zúrich
La estación está integrada dentro de la red de trenes de cercanías S-Bahn Zúrich, y en la que efectúan parada los trenes de varias líneas pertenecientes a S-Bahn Zúrich:
- S 24 Thayngen – Schaffhausen/Weinfelden – Winterthur – Zúrich Flughafen – Zúrich HB – Thalwil – Horgen Oberdorf – Zug
- S 30 Winterthur – Frauenfeld – Weinfelden (– Romanshorn – Rorschach)